# برونو بلین
برونو بلین (انگلیسی: Bruno Belin؛ ۱۶ ژانویه ۱۹۲۹ – ۲۰ اکتبر ۱۹۶۲) بازیکن فوتبال اهل کرواسی بود.
از باشگاه‌هایی که در آن بازی کرده‌است می‌توان به باشگاه فوتبال پارتیزان اشاره کرد.
وی همچنین در تیم ملی فوتبال یوگسلاوی بازی کرده‌است.